# Club Olimpia (Villarrica)
El Club olimpia (conocido popularmente como Pinguinos del Guairá) es un club deportivo de Paraguay ubicado en la ciudad de Villarrica, Departamento de Guairá. Fue fundado el 25 de septiembre de 1961 y su principal actividad es el fútbol.

## Historia
Durante sus primeros años solo jugaba en su liga regional, la Liga Guaireña de Fútbol (equivalente a la cuarta división), llegando a ganar 16 campeonatos regionales, varias de ellas polémicas por denuncias de arreglos, pero en el año 2024 inició su participación en la Primera División B Nacional (tercera división), con el objetivo de ascender a la división intermedia (segunda división)., que finalmente fracasó. 
En el año 2024 con una gran polémica con el arbitraje y amaño de partidos, el club ganó la Pre-Copa Paraguay - Guairá, por lo que obtuvo el derecho de clasificar a la Copa Paraguay 2024 en representación de su departamento.
Esto generó mucha polémica por la falta de ética, ya que teniendo a Guaireña F.C. en la División Intermedia, el club negro y blanco quiso boicotear a todo el pueblo guaireño.

## Estadio
Su estadio recibe su nombre en honor a Don Valeri ano Villaverde, polémico dirigente del club durante sus primeros años. El predio cuenta una capacidad para 1000 espectadores y se encuentra en el barrio Lomas Valentinas, en el centro urbano de la ciudad de Villarrica, a 1 km de la antigua estación de tren y a 1,5 km de la ruta PY08. También su predio social fue objeto de burlas ya que por mucho tiempo aparecía con el cartel de SE VENDE CLUB OLIMPIA, comparándolo con el club Olimpia de Asunción. 

## Palmarés

### Regionales
- Liga Guaireña de Fútbol (16): 1952, 1954, 1955, 1968, 1969, 1970, 1971, 1972, 1973, 1974, 1976, 1977, 2008, 2009.[12]
- Pre Copa Paraguay - Guairá (1 con polémica): 2024 (campeón departamental clasificado a la Copa Paraguay 2024).[13][14]